# Daniel de Queiroz Lima
Daniel de Queiroz Lima (Quixadá, 3 de fevereiro de 1886 – Fortaleza, 15 de agosto de 1948) foi um advogado brasileiro.

## Biografia
Nasceu na Fazenda Califórnia, hoje distrito de Califórnia, município de Quixadá. Era filho de Arcelino de Queiroz Lima e Rachel de Queiroz Lima. Exerceu as funções de juiz municipal em Quixadá de 1912 até 1914 quando foi nomeado promotor de justiça em Fortaleza e diretor do gabinete de Identificação do Ceará. Após um ano no cargo, pediu demissão e passou a lecionar Geografia no Liceu.
Em julho de 1917 mudou-se com sua família para o Rio de Janeiro e, depois, em novembro do mesmo ano, para o Pará, onde morou por dois anos, dedicando-se à advocacia e ao magistério. Foi um dos fundadores da Escola de Agronomia de Belém. Retornou ao Ceará em 1919, inicialmente para Guaramiranga, e depois novamente para Quixadá e, finalmente, Fortaleza onde adquiriu o Sítio do Pici (bairro Henrique Jorge).
Casou-se com Clotilde Franklin de Queiroz com quem teve cinco filhos e, entre estes, a escritora Rachel de Queiroz. Além de Rachel, tiveram Roberto, Flávio e Luciano e a caçula Maria Luiza. Daniel de Queiroz herdou a Fazenda Não Me Deixes de seu pai, que a doou para a filha Rachel. Em sua homenagem, no ano de 1961, o nome antigo Distrito de Junco, que alguns anos antes foi mudado para Muxipó, passou a se chamar Distrito de Daniel de Queiroz, nome que permanece até a atualidade.
Faleceu em Fortaleza e foi sepultado na Fazenda Califórnia.